# Antônio Pedro de Jesus
Toninho, właśc. Antônio Pedro de Jesus (ur. 26 lipca 1947 w Neves Paulista) – piłkarz brazylijski, występujący podczas kariery na pozycji napastnika.

## Kariera klubowa
Toninho karierę piłkarską rozpoczął w klubie São Paulo FC w 1966 roku. Z São Paulo dwukrotnie zdobył mistrzostwo stanu São Paulo – Campeonato Paulista w 1970 i 1971 roku. W São Paulo w lidze brazylijskiej zadebiutował 22 sierpnia 1971 w zremisowanym 0-0 spotkaniu z Sportem Recife.
W latach 1976–1977 Toninho występował w Desportivie Cariacica, z którą zdobył mistrzostwo stanu Espírito Santo – Campeonato Capixaba w 1977 roku. Ostatni raz w lidze Toninho wystąpił 12 lutego 1977 w przegranym 0-2 meczu z Santa Cruz Recife. Ogółem w latach 1972–1978 wystąpił w niej w 33 meczach i strzelił 1 bramkę.

## Kariera reprezentacyjna
W 1968 roku Toninho uczestniczył w Igrzyskach Olimpijskich w Meksyku. Na turnieju Toninho był podstawowym zawodnikiem i wystąpił we wszystkich trzech meczach grupowych reprezentacji Brazylii z Hiszpanią, Japonią i Nigerią.